# Philosophie de la biologie
La philosophie de la biologie est la branche de la philosophie des sciences qui s'intéresse aux fondements et aux enjeux conceptuels, théoriques et méthodologiques, de la biologie (la tradition de recherche française tend à employer la formule « épistémologie des sciences du vivant »[réf. nécessaire]). Sa naissance est attribuée à Marjorie Grene.
La philosophie de la biologie porte généralement sur des sous-domaines de la biologie : génétique, théorie de l'évolution, biologie du développement, écologie, immunologie, systématique, exobiologie, etc. Sa démarche consiste à interroger les concepts et les paradigmes scientifiques contemporains pour y mener une tâche de clarification conceptuelle qui peut déboucher sur la remise en cause de certains concepts biologiques (on peut songer par exemple aux concepts d'information génétique, de récapitulation de la phylogenèse par l'ontogenèse[réf. nécessaire]).
Les philosophes de la biologie peuvent aussi travailler à construire des ponts ou à mettre en lumière les tensions qui existent entre différentes spécialités de la biologie (entre la biologie du développement et la biologie évolutionniste par exemple).
Ces philosophes entendent travailler main dans la main avec les scientifiques, et s'efforcent d'être parfaitement informés des développements récents de la biologie auxquels ils entendent contribuer. 

## Comment se pose le problème du vivant?
Le vivant se caractérise par sa sensibilité et son activité autonome. Celles-ci proviennent de la dynamique interne propre au métabolisme: l'être vivant est un corps qui forme lui-même sa propre substance à partir de celle qu’il puise dans le milieu. De ce phénomène d'assimilation, découlent tous les autres phénomènes propres au vivant: la régénération et le renouvellement de leurs tissus, la reproduction et le développement de l’organisme et enfin évoluent au cours du temps par acquisition d’organes diversifiés et de facultés plus éminentes. Les êtres vivants maintiennent, préservent et même enrichissent leur organisation. À l'échelle des espèces, le vivant ne cesse de se complexifier depuis 3,5 milliards d'années.
Le problème pour la philosophie de la biologie est alors de savoir si, en raison de ses particularités, la vie est quelque chose de fondamentalement différent de la matière inanimée ou non. Il y a trois positions fondamentales à ce sujet :
- Le vitalisme estime que la vie est le produit d'une force vitale, semblable à la force de gravitation universelle mais spécifique aux seuls êtres vivants. Le vitalisme est à l'origine d'inspiration matérialiste: il cherche à comprendre les êtres vivants en tant que phénomènes physiques à une époque où les moyens d'investigation scientifiques ne permettent pas de comprendre les ressorts physico-chimiques de la vie. Ce n'est qu'à partir du XIXe siècle qu'il s'orientera vers des conceptions idéalistes, psychiques ou encore mystiques de la vie.
- Le mécanisme estime que l'être vivant n'est rien d'autre qu'une forme particulière de la matière, il s'apparenterait à une machine très complexe qu'il suffirait de démonter et d'analyser en détail pour certainement en percer le secret dans quelque temps. On retrouve cette thèse dans la conception créationniste de la vie comme créée par Dieu (cf. la théologie naturelle de William Paley). Charles Darwin, avec le mécanisme de la sélection naturelle, arrachera cette conception de l'être vivant comme machine de la théologie et la fera entrer dans le giron de la science.
- L'organicisme estime que l'être vivant est le produit d'une organisation particulière de la matière. Ce nom a été donné par Ludwig von Bertalanffy dans les années 1930, mais en fait cette conception est plus ancienne. C'est notamment celle que Lamarck développe dans la théorie sur l'être vivant dans sa Philosophie zoologique (1809).

## La structure de la théorie de l'évolution
Charles Darwin publie L'Origine des espèces en 1859. Darwin essaie d'expliquer l'adaptation des êtres vivants à leurs conditions d'existence par des facteurs purement mécaniques. 
À chaque nouvelle génération, les descendants présentent toujours des petites variations par rapport à leurs parents. L'espèce reste la même, mais il y a des variations individuelles, dues au hasard. Parmi ces variations, la plus grande partie ne représente ni avantage ni inconvénient particulier dans la lutte pour la vie (on les désigne comme neutres), mais un certain nombre d'entre elles constituent un handicap (on les appelles des mutations délétères), d'autres un avantage pour la survie et la procréation (mutations avantageuses). Sur toutes ces variations s'exerce la pression de la sélection naturelle. Le milieu ambiant laisse vivre les variations neutres, il élimine peu à peu les variations défavorables, et il favorise le développement des variations favorables. Tout cela n'a rien d'intentionnel.
Le mécanisme de l'évolution se ramène donc à deux facteurs essentiels :
- des variations ou mutations individuelles ;
- la pression de la sélection naturelle.

Pour concevoir sa théorie, Darwin s'est inspiré du travail des éleveurs. Ceux-ci opèrent une sélection artificielle au sein de leur cheptel pour l'« améliorer » (selon certains critères) au fil des générations : ils ne permettent qu'à leurs « meilleur(e)s » plantes ou animaux de se reproduire. Puis, parmi les spécimens de la nouvelle génération, ils sélectionnent ceux qui leur conviennent pour leur permettre de se reproduire. Cela, de génération en génération, jusqu'à ce qu'une nouvelle race ou variété se dessine. C'est ainsi par exemple que sont apparues les vaches laitières ou les carottes telles que nous les connaissons actuellement. La nature fait de même, à ceci près que c'est une sélection sans sélectionneur (Richard Dawkins parle métaphoriquement d'un « horloger aveugle »).
Plusieurs biologistes et philosophes ont tenté de mettre en évidence le noyau structurel de la théorie de l'évolution par sélection naturelle. À la suite d'un texte célèbre de Richard C. Lewontin, on affirme souvent qu'il y a évolution par sélection naturelle dès lors que trois conditions sont réunies : variation, hérédité, réplication différentielle. Une autre manière de comprendre le processus de l'évolution par sélection naturelle est celle du philosophe David Hull, qui propose de distinguer entre « réplicateur » et « interacteur ». Récemment, Peter Godfrey-Smith est revenu sur les différentes manières de résumer en une « recette » le processus évolutionnaire.

## Génétique
L'examen critique du concept de gène, pour mettre en évidence ses différentes significations, sinon sa définitive caducité a été un chantier important de la discipline. Cette critique prend place dans le cadre général de l'ébranlement actuel du paradigme génétique, où résultats scientifiques aussi bien que réflexions philosophiques tendent à remettre très fortement en question le génocentrisme et le déterminisme génétique qui a largement imprégné la démarche scientifique pendant une grande partie du XXe siècle.
Une des victoires notables des philosophes de la biologie (notamment S. Oyama et P. Griffiths dans leur controverse avec John Maynard Smith), est d'avoir réussi à persuader les scientifiques que si l'on tient à parler d'information en biologie (ce qui, pour certains auteurs, est fort peu recommandé), alors il n'y a aucune raison de cantonner cette notion au discours sur l'ADN, mais qu'elle doit être employée à propos de tous les facteurs développementaux, en application rigoureuse de la théorie de l'information,.

## Immunologie
La philosophie de l'immunologie s'est avant tout construite comme une réflexion critique sur les notions de "soi" et de "non-soi", centrales en immunologie. L'élaboration de la théorie du soi et du non-soi fut un processus long et complexe, dont l'une des origines est la pensée de Metchnikoff. Néanmoins, l'immunologiste qui été le principal artisan de cette théorie est l'Australien Frank Macfarlane Burnet (1899-1985).
Selon la théorie du soi et du non-soi, l'organisme ne déclenche pas de réponse immunitaire contre ses propres constituants ("soi") et déclenche une réponse immunitaire contre toute entité étrangère ("non-soi").
Plusieurs problèmes se posent concernant cette théorie et cette conceptualisation :
1. Un problème historique : de quelle manière les concepts de "soi" et de "non-soi" ont-ils été empruntés au vocabulaire de la philosophie et de la psychologie? Conservent-ils la trace de ces origines dans leur usage immunologique?
2. Un problème métaphysique : l'immunologie peut-elle éclairer le problème métaphysique de l'identité des êtres, et tout particulièrement le problème de l'identité biologique, classique au moins depuis Aristote?
3. Un problème théorique : la théorie du soi et du non-soi est-elle encore adéquate aujourd'hui?

D'autres enjeux émergent actuellement en philosophie de l'immunologie, notamment dans son articulation avec la biologie de l'évolution. Par exemple, plusieurs auteurs impliqués dans le débat sur les transitions évolutionnaires utilisent le système immunitaire comme un exemple paradigmatique de processus par lequel un individu évolutionnaire se constitue en réprimant la réplication d'entités de niveau inférieur. Face au manque de preuves expérimentales indiscutables, on ne peut que souhaiter la collaboration active d'immunologistes et de philosophes sur cette question.